# Rafael de Ureña y Smenjaud
Rafael de Ureña y Smenjaud (Valladolid, 3 de febrero de 1852-Madrid, 20 de mayo de 1930) fue un historiador del derecho, catedrático y jurista español, miembro numerario de la Real Academia de la Historia y la Real Academia de Ciencias Morales y Políticas.

## Biografía
Nació en Valladolid el 3 de febrero de 1852. Fue profesor en las universidades de Valladolid, Oviedo y Granada. Catedrático de la Universidad Central y autor de una Historia de la literatura jurídica española, escribió trabajos como La influencia semítica en el Derecho medieval de España (1898); Los Benu Majlad de Córdoba (1904), Estudios de literatura jurídica (1906) y Las ediciones del Foro de Cuenca (1917), entre otros. Fue miembro numerario de la Real Academia de la Historia y la Real Academia de Ciencias Morales y Políticas. Falleció el 20 de mayo de 1930, en su vivienda madrileña del número 30 de la calle de Claudio Coello. Román Riaza Martínez-Osorio fue autor de una biografía suya, publicada en 1931 bajo el título D. Rafael de Ureña y Smenjaud (1852-1930).
Rafael Ureña da nombre a una de las dos salas de la Biblioteca María Zambrano de la Universidad Complutense de Madrid, en la cual se encuentran los libros y manuales de derecho de la Facultad de Derecho de dicha universidad.